# Nanbu, Aomori
Nanbu (南部町 Nanbu-chō) là thị trấn thuộc huyện Sannohe, tỉnh Aomori, Nhật Bản. Tính đến ngày 1 tháng 12 năm 2023, dân số ước tính thị trấn là 16.576 người và mật độ dân số là 110 người/km2. Tổng diện tích thị trấn là 153,12 km2.

## Địa lý

### Đô thị lân cận
- Tỉnh Aomori
  - Sannohe
  - Shingō
  - Gonohe
  - Hachinohe
- Tỉnh Iwate
  - Ninohe
  - Karumai

## Nhân khẩu

### Dân số
Theo dữ liệu điều tra dân số Nhật Bản, dân số thị trấn Nanbu đạt đỉnh vào năm 1950. Từ năm 1960 đến nay, dân số có xu hướng giảm dần.